# Bantam (Connecticut)
Pour les articles homonymes, voir Bantam.
Bantam est un borough américain au sein de la town de Litchfield, dans le comté du même nom au Connecticut. Lors du recensement de 2010, Bantam compte 759 habitants.

## Géographie
Selon le Bureau du Recensement des États-Unis, la superficie du borough est de 1,01 milles carrés (2,62 km2), exclusivement des terres.

## Démographie
D'après le recensement de 2000, il y avait 802 habitants, 364 ménages, et 202 familles dans la ville. La densité de population était de 306,6 hab/km2. Il y avait 376 maisons avec une densité de 143,7 maisons/km2. La décomposition ethnique de la population était : 96,01 % blancs ; 0,37 % noirs ; 0,50 % amérindiens ; 0,75 % asiatiques ; 0,00 % natifs des îles du Pacifique ; 0,87 % des autres races ; 1,50 % de deux ou plus races. 2,00 % de la population était hispanique ou Latino de n'importe quelle race.
Il y avait 364 ménages, dont 28,0 % avaient des enfants de moins de 18 ans, 44,2 % étaient des couples mariés, 6,9 % avaient une femme qui était parent isolé, et 44,5 % étaient des ménages non-familiaux. 40,1 % des ménages étaient constitués de personnes seules et 25,0 % de personnes seules de 65 ans ou plus. Le ménage moyen comportait 2,20 personnes et la famille moyenne avait 3,04 personnes.
Dans la ville la pyramide des âges était 25,8 % en dessous de 18 ans, 3,0 % de 18 à 24, 28,8 % de 25 à 44, 22,1 % de 45 à 64, et 20,3 % qui avaient 65 ans ou plus. L'âge médian était 42 ans. Pour 100 femmes, il y avait 83,9 hommes. Pour 100 femmes de 18 ans ou plus, il y avait 84,8 hommes.
Le revenu médian par ménage de la ville était 32 167 dollars US, et le revenu médian par famille était 50 938 $. Les hommes avaient un revenu médian de 42 000 $ contre 30 385 $ pour les femmes. Le revenu par habitant de la ville était 18 442 $. 5,4 % des habitants et 3,1 % des familles vivaient sous le seuil de pauvreté. 3,1 % des personnes de moins de 18 ans et 10,3 % des personnes de plus de 65 ans vivaient sous le seuil de pauvreté.
| 1920 | 1930 | 1940 | 1950 | 1960 | 1970 |
| ---- | ---- | ---- | ---- | ---- | ---- |
| 608  | 545  | 564  | 940  | 833  | 881  |

| 1980 | 1990 | 2000 | 2010 | - | - |
| ---- | ---- | ---- | ---- | - | - |
| 860  | 757  | 802  | 759  | - | - |